# 33270 Katiecrysup
1998 HJ99 (asteroide 33270) é um asteroide da cintura principal. Possui uma excentricidade de 0.13135120 e uma inclinação de 3.21338º.
Este asteroide foi descoberto no dia 21 de abril de 1998 por LINEAR em Socorro.